# گورلو
گورلو (انگلیسی: The Gorlo) یک تنگه در سرزمین کامچاتکای کشور روسیه است.